# Men Universe Model 2015
Men Universe Model 2015 foi a 8ª edição do tradicional concurso de beleza masculino intitulado Men Universe Model. Cerca de trinta e cinco postulantes ao título  internacional competiram entre os dias dez e vinte e um de junho na cidade de Punta Cana, na República Dominicana. O vencedor do ano passado, o brasileiro Bruno Mooneyhan passou a faixa para seu sucessor no final do evento, este foi o holandês Rogier Warnawa. O concurso não foi transmitido.

## Resultados

### Colocações
| Posição                 | País e Candidato |
| Vencedor                | - Holanda - Rogier Warnawa |
| 2º. Lugar               | - Suíça - Ulysses Freitas |
| 3º. Lugar               | - Romênia - Iulian Damaschin |
| 4º. Lugar               | - Guiana Francesa - Lauric López |
| 5º. Lugar               | - Espanha - Yovany Pérez |
| 6º. Lugar               | - Bolívia - Eloy Montero |
| (TOP 13) Semifinalistas | - Costa Rica - Emanuel González - Filipinas - Mike Mendoza - França - Kévin Martin-Gadrat - Índia - Sumit Singh - Nicarágua - Mike Ortiz - Porto Rico - Zhavi Lay - Riviera Maya - Christian Ramírez |

### Prêmios Especiais
- O concurso distribuiu os seguintes prêmios este ano:[6]

| Prêmio              | País e Candidato               |
| Mister Simpatia     | - Bélgica - Alex Pellois       |
| Mister Fotogenia    | - Espanha - Yovany Pérez       |
| Melhor Passarela    | - Romênia - Iulian Damaschin   |
| Melhor Traje Típico | - Ilhas Virgens - Dario Espiet |
| Melhor Corpo        | - Nicarágua - Mike Ortiz       |

### Ordem dos Anúncios
| 1. Nicarágua 2. Filipinas 3. Romênia 4. França 5. Riviera Maya 6. Porto Rico 7. Bolívia 8. Espanha 9. Suíça 10. Guiana Francesa 11. Holanda 12. Costa Rica 13. Índia | 1. Espanha 2. Bolívia 3. Holanda 4. Suíça 5. Guiana Francesa 6. Romênia |  |  |

## Resposta Final
Questionado pela pergunta final do porquê ele deveria ser eleito o vitorioso da edição, o vencedor respondeu:
| “ | Eu acho que eu posso ser o próximo Men Universe Model porque eu gostaria de mostrar às pessoas que todos os lugares podem ser alcançados, não importa o quão longes eles são. Eu gostaria de mostrar as pessoas que com poder, disciplina e paixão você pode ir à qualquer lugar. Você precisa acreditar em si mesmo, não em quem você é ou do que você é capaz. Com o título, eu gostaria de ser uma inspiração para as futuras gerações. | ” |

## Candidatos
Os aspirantes ao título deste ano:
| - Argentina - Emanuel Scwartz - Azerbaijão - Elnur Mustafayev - Bélgica - Alexis Pellois - Bolívia - Eloy Montero - Brasil - Renan Cunha - Colômbia - Paolo Santamarina - Costa Rica - Emanuel González - El Salvador - Rolando Reyes - Espanha - Yovany Pérez - Estados Unidos - Nick Keeney - Filipinas - Mike Mendoza - França - Kévin Martin-Gadrat - Guiana Francesa - Lauric López - Haiti - Ángel Klausky - Holanda - Rogier Warnawa - Honduras - Fernando Cavenaghi - Ilha de Margarita - Mariano Palacios - Ilha Saona - Starlyn González | - Ilhas Virgens Americanas - Dario Espiet - Índia - Sumit Singh - Malta - Warren Farrugia - México - Bernardo Fabre - Mônaco - Pierre Gil - Nicarágua - Mike Ortiz - Panamá - Diego Sucre - Peru - Juan Bezada - Porto Rico - Zhavi Lay - Portugal - Henrique Freitas - República Checa - Tomáš Barthell - República Dominicana - Lawrence María - Riviera Maya - Christian Ramírez - Romênia - Iulian Damaschin - Suíça - Ulysses Freitas - Turquia - Hakan Akbulut - Venezuela - Christian Nunes |

## Histórico

### Desistências
- Alemanha - Michael Bauer
- Chile - Diego Soumarett
- Cuba - José Morales
- Ilhas Samoa - Christian Dalmau
- Luxemburgo - Thomas Iser
- Nigéria - Egwuatu Beacon
- Senegal - Cheikh Yaba